# Akvarieräkor
Akvarieräkor kallas inom djurfackhandeln ett antal arter av räkor som brukar hållas i akvarium som sällskapsdjur, ofta tillsammans med fiskar. Liksom akvariefiskar har olika arter av akvarieräkor olika krav på skötsel och förhållanden i akvariet. Det finns akvarieräkor för både sötvatten och saltvatten, i olika färger och storlekar.
I saltvattenakvarium är kanske putsarräkan det vanligaste exemplet på akvarieräka. I sötvattensakvariet fyller räkor en funktion som städpatrull då deras föda består av alger, döda/sjuka växtdelar och överbliven fiskmat.
Exempel på akvarieräkor är:
- Amanoräka
- Körsbärsräka
- Putsarräka